# Акустична зброя

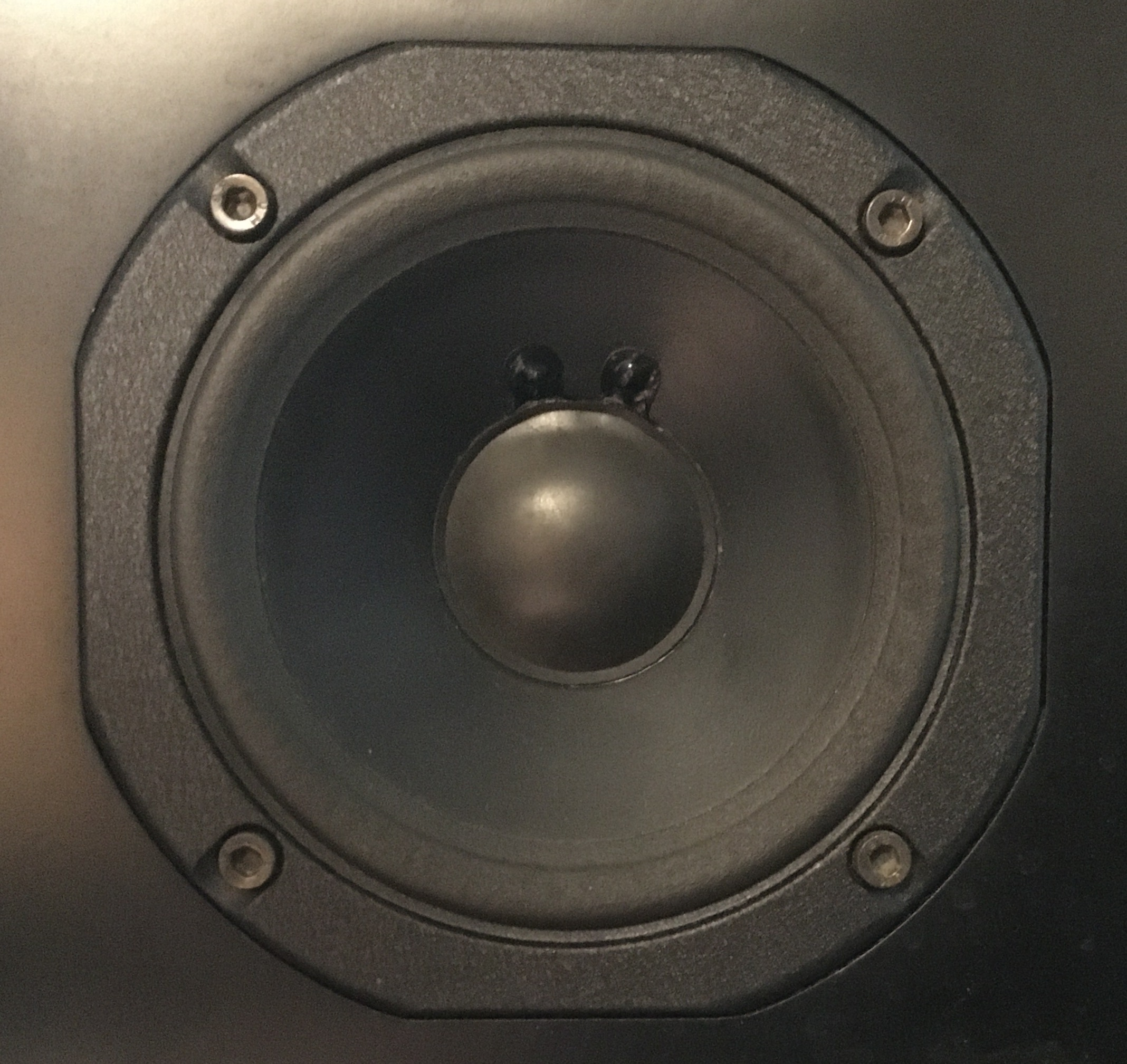

Аку́стична збро́я — вид нелетальної зброї спрямованої енергії, який передбачає використання засобів впливу на об'єкти ураження енергією акустичних коливань певної частоти, потужності та форми. 
Використовується для охорони режимних і інших об'єктів як засіб попередження і реагування, при облозі споруд і об'єктів, для контролю над натовпом, для створення бар'єрів на периметрах або кордонах, для заборони доступу або атаки по площах, для роззброєння солдат (сепаратистів, бойовиків, терористів тощо). Акустична зброя миттєво виводить з ладу противника, але не призводить до стійких фізичних ушкоджень. Фактором ураження акустичної зброї є перепад тиску середовища поширення акустичних коливань, що діє на об'єкт. За частотним діапазоном акустична зброя поділяється на інфразвукову — 0…16 Гц, звукову — 16 Гц…20 кГц, та ультразвукову — понад 20 кГц. Ступінь впливу акустичної зброї різних діапазонів на особовий склад і об'єкти суттєво розрізняються.

## Види акустичної зброї

### Інфразвукова зброя
Застосовується у діапазоні частот менш як 16 Гц. При малих потужностях випромінювання виникає нудота й дзвін в органах слуху, погіршується зір, виникає панічний страх. Інфразвук середньої інтенсивності спричиняє розлад органів травлення, уражає головний мозок, викликає параліч, загальну слабкість, навіть сліпоту. Потужний інфразвук здатний взагалі зупинити серце, призвести до розриву внутрішніх органів людини.

### Звукова акустична зброя
Використовує потужні коливання у діапазоні частот від 16 Гц до 20 кГц. Основними параметрами, які впливають на сприйняття звуку людиною є частота і потужність. Потужний звук може зменшити здатність чуття (тимчасово або постійно), а також вплинути на вестибулярний апарат. При великих інтенсивностях звукових хвиль (навіть при коротких експозиціях) може відбутися ушкодження вушних органів. Особливо небезпечні для людини звукові хвилі, що мають імпульсний, переривчастий характер. Дія коротких акустичних імпульсів навіть з середньою відносною інтенсивністю може привести до повної втрати слуху, практично без можливості його відновлення. Для ефективного захисту особового складу від впливу звукової акустичної зброї застосовуються навушники або інші засоби захисту органів слуху.

### Ультразвукова зброя
Застосовується у діапазоні частот понад 20 кГц і має специфічні особливості впливу на особовий склад. Мала довжина ультразвукових хвиль дозволяє створювати компактні високоенергетичні системи випромінювачів з дуже великою інтенсивністю і можливістю формування гостро направленого випромінювання хвиль. Променевий характер розповсюдження ультразвуку дозволяє відстежувати об'єкти, що уражаються та виключити вплив випромінювання на осіб, які обслуговують такий тип акустичної зброї. Застосування ультразвукової зброї приводить до погіршення самопочуття, викликає втрату орієнтування у просторі та головний біль. На частотах понад 100 кГц спостерігається суттєвий вплив на нервову систему. Ультразвук на частотах до 30 кГц викликає термальні ефекти: перегрівання та опіки тканин, зневоднення організму, зміну структури крові. Основним недоліком ультразвукових хвиль є значне згасання їх інтенсивності з підвищенням частоти, що може бути усунено шляхом збільшення потужності та фокусування випромінювання.

## Історія створення акустичної зброї
Перші згадки про застосування акустичної зброї містяться у біблійному міфі про те, як війська Ісуса Навина  взяли в облогу місто Єрихон, обнесене  міцними стінами. Сім днів вранці й ввечері сім священників сурмили у сім ритуальних шофарів, обходячи  місто довкола. На сьомий день, коли Ісус Навин подав знак, нападники щосили вигукнули й стіни Єрихона не витримали та завалилися. Єрихон був узятий, а сурми отримали назву Єрихонських. Історична правдивість цієї атаки  не підтверджена, але важливий сам принцип сприйняття звукової хвилі як фактора ураження.
У 1930-х роках дослідження з використання звуку для бойових потреб набули розвитку в Третьому Рейху. Вчені нацистської Німеччини почали випробування впливу інфразвуку та ультразвуку на ув’язнених. Під час «експериментів» виявилося, що інфразвук виводить з ладу людей: у піддослідних починалися болі в животі, запаморочення, блювота, діарея, утруднене дихання. Крім того, різко порушувалася поведінка людей: неусвідомлені страхи переростали в паніку, люди намагалися накласти на себе руки або божеволіли. Але всі спроби перенести випробування на полігони із закритих приміщень успіхом не увінчалися: не виходило  інфразвукові хвилі концентрувати у заданому напрямку, а їхній вплив чинився насамперед на  операторів експериментального обладнання. Крім того, генератор інфразвуку мав занадто великі габарити, а відстань ефективного впливу – маленьку. Військові зробили висновок, що звичайний кулемет буде набагато ефективнішим.  Зазнавши невдачі з використанням інфразвуку, німецькі вчені зосередилися на інших акустичних ефектах, які могли бути використані як зброя психологічного впливу.

### Свистки «Jericho-Gerät»

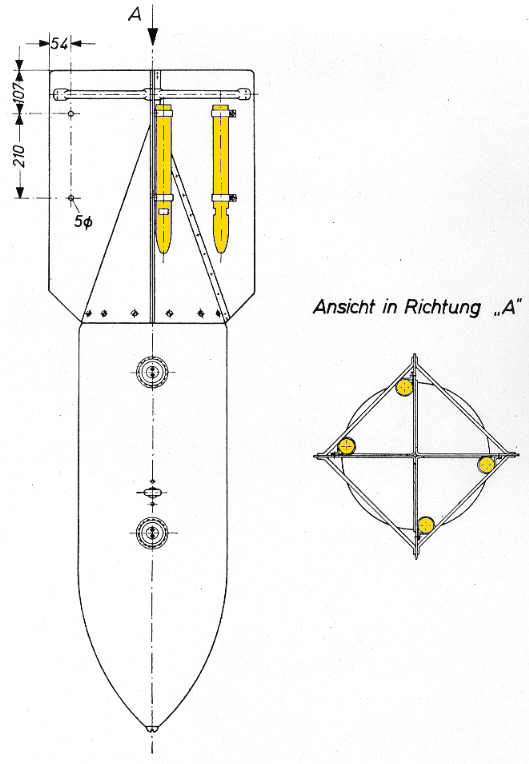
Свисткові пристрої на бомбах SC 250

З початком Другої світової війни при бомбуванні Польщі та Великої Британії Люфтваффе почало застосовувати приладнані до бомб SC50 та SC250 свистки з пресованого картону або з пристосованих для цього багнетних піхов. Обидва варіанти мали довжину близько 35 см і отримали назву нім. «Jericho-Gerät» («Єрихонська труба»). Чотири таких свистки прикріплювались до хвостових стабілізаторів і при падінні видавали гучний свист для залякування та паніки ворога. З цією метою також практикувалось скидання з літаків порожніх продірявлених бочок для пального, які у падінні видавали гучні ревучі звуки.

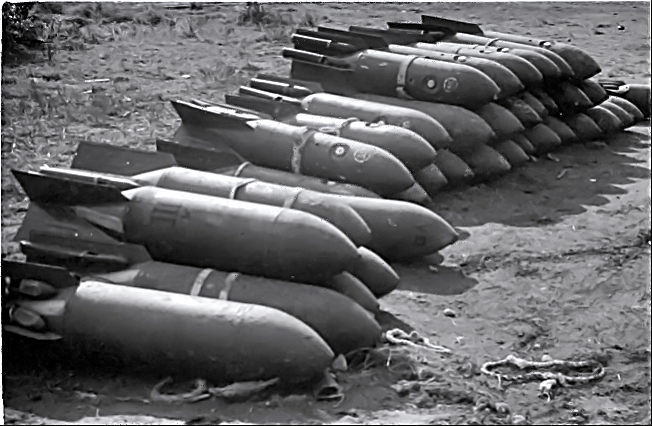
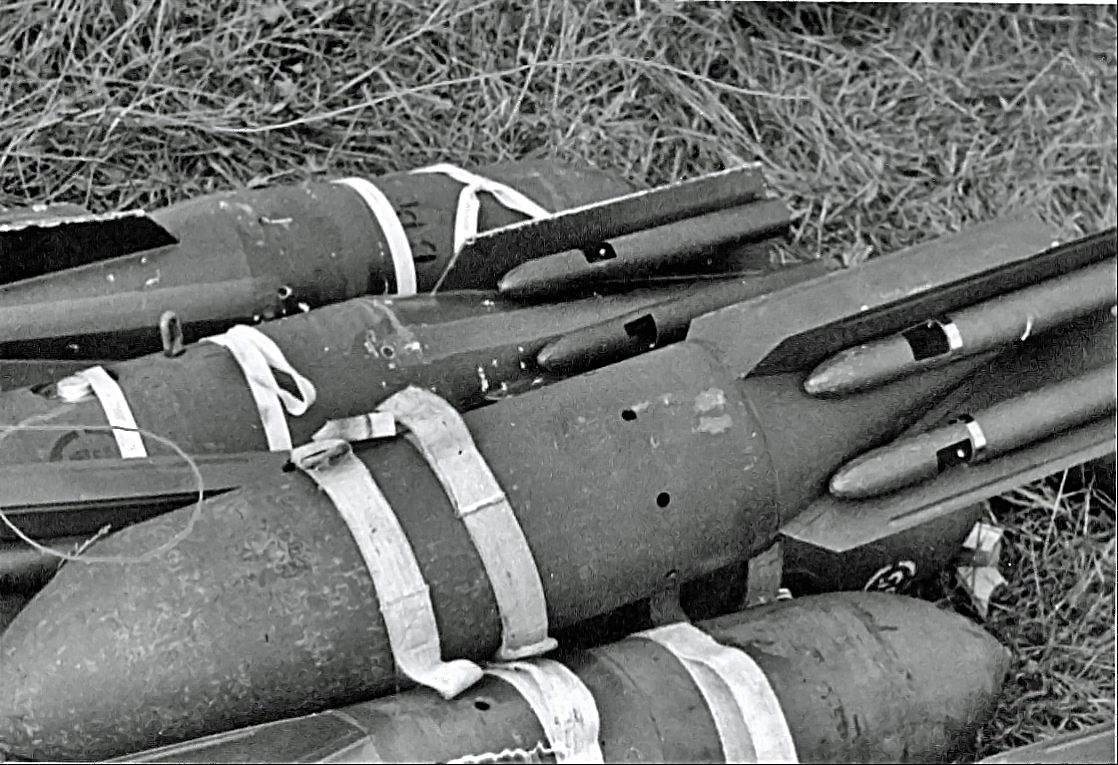
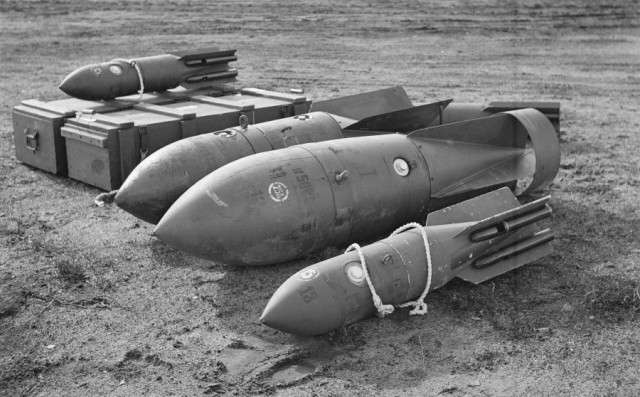
Свистки «Jericho-Gerät» на авіабомбах SC 50 та SC 250

### Шумові турбіни «Lärmgerät»

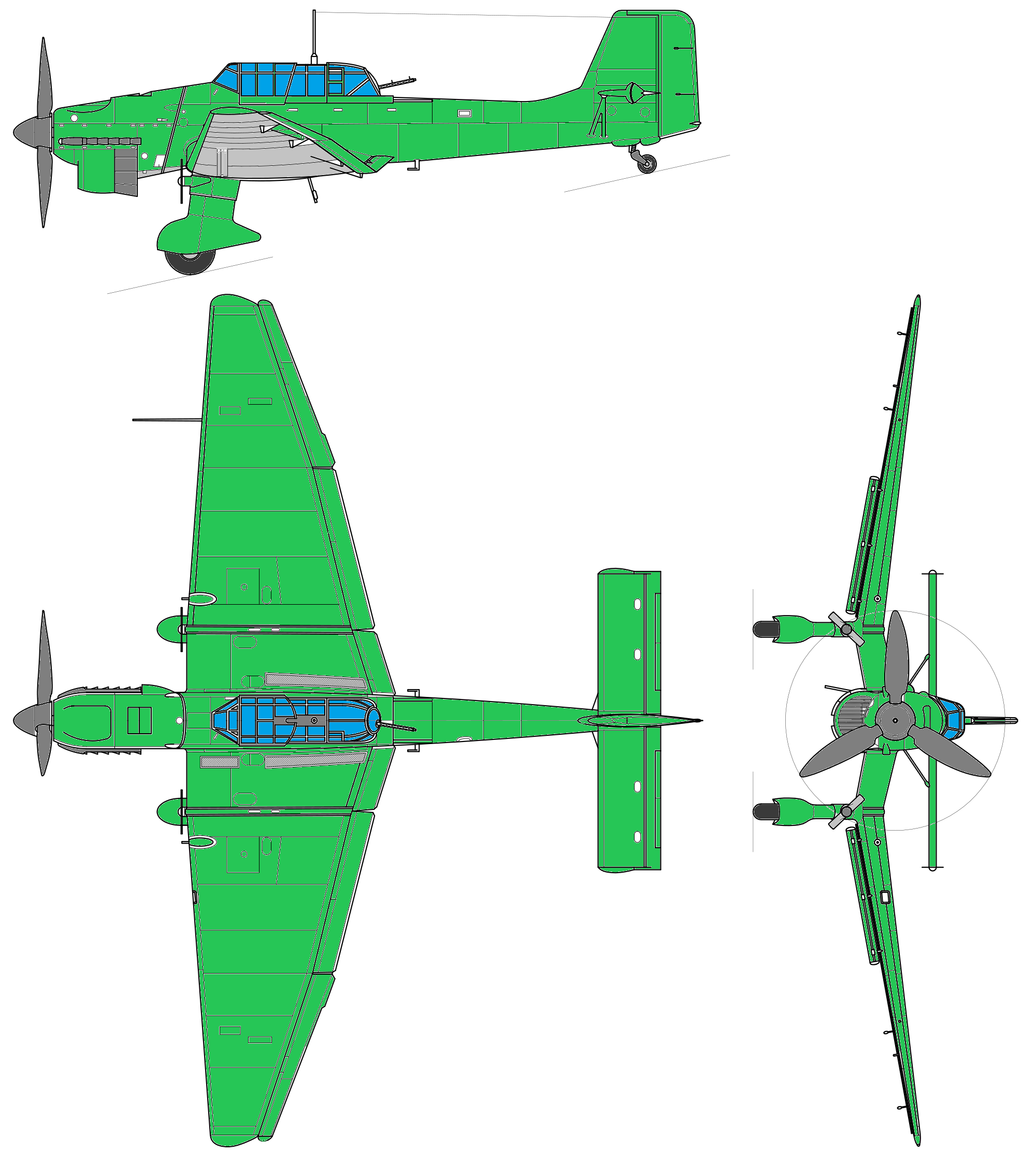
Junkers Ju 87B-2 Stuka з шумовими турбінами на шасі

У квітні 1940 року, починаючи з модифікації В-1 бомбардувальників Junkers Ju 87 (нім. «Stuka») на передній крайці крила безпосередньо перед шасі, або на передній крайці фіксованого обтічника головного редуктора почали стандартно встановлювались шумові вітряні турбіни «Lärmgerät» — сирени з гвинтовим приводом діаметром 0,7 м, які приводилися в рух потоком повітря. У модифікації D-1, введеної у серійне виробництво у серпні 1941 року, шумові турбіни були вбудовані безпосередньо у шасі. Винахідником вважається Ернст Удет, голова технічного управління Міністерства авіації Рейху. Шумові пристрої були заблоковані під час нормального крейсерського польоту. Після активації пілотом гальма відпускалися, і гвинтові сирени приводилися в рух повітряним потоком, причому висота та гучність змінювалися зі швидкістю польоту, що призводило до виття сирени під час тангажу. Крім деморалізаційного ефекту, сирена допомагала пілоту в пікіруванні визначати швидкість на слух, не відволікаючись на прилади. Чим крутіше піке, тим швидше крутилися крильчатки турбіни, тим гучнішим ставав звук. Але у шумових турбін був і недолік. Це зменшило швидкість бомбардувальника приблизно 20–25 км на годину через аеродинамічний опір — недолік, який виявився смертоносним, коли літак зіткнувся зі зенітними гарматами та винищувачами. Згодом психологічний вплив сирен зменшився, служачи радше як попередження тим, хто на землі, щоб вони ховалися. Пізніші версії Junkers Ju 87 були побудовані без шумових турбін, а замість них застосовувались скиди авіабомб, оснащених свистковим пристроєм,,.

### Звукова гармата «Schallkanone»

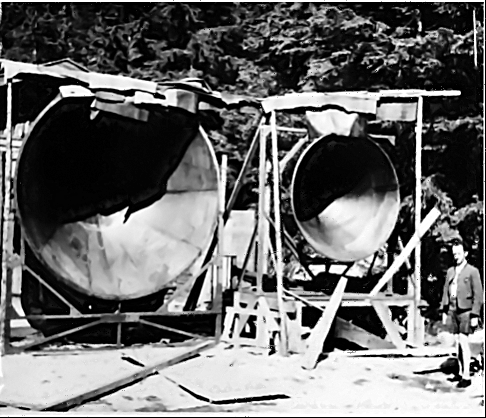
Прототипи «Звукової гармати» та їх розробник Ріхард Валлаушек. 1945

У 1943 році у Лофері поблизу Зальцбурга була створена секретна лабораторія нім. «Forschungsstelle-S» («Дослідницька станція-С»), яка відома також під назвою нім. «Hochtal» («Висока долина»). Дослідженнями та розробками займалось близько п'ятдесяти осіб, очолював лабораторію бригадефюрер СС Курт фон Барісіані (нім. Kurt von Barisiani). Розробка інтенсивних джерел звуку, внаслідок яких ворожі війська мали бути виведені з ладу інтенсивними звуковими променями на відстані до 15-20 кілометрів, була першим великим проєктом, який був доручений лабораторії Імперським міністерством озброєнь та боєприпасів. Реалізацію ідеї доручили інженеру-акустику чеського походження д-ру Ріхарду Валлаушеку (нім. Richard Robert Wallauschek, 1912-1962), який до того працював у компанії «Telefunken». Проєкт передбачав створення «Звукової гармати» (нім. «Schallkanone») — акустичного випромінювача, що мав викликати контузію або смерть.

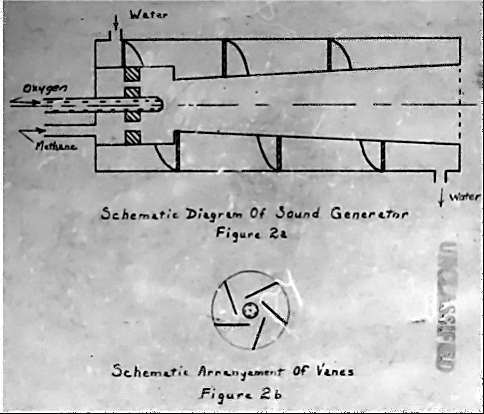
«Звукова гармата». Принципова схема генератора звуку

Розроблена доктором Валлаушеком гармата складалася з великих параболічних рефлекторів, кінцева версія яких мала діаметр 3,25 м. «Тарілки» були з’єднані інжектором з камерою, що складалася з кількох підблоків запальних труб. Функція цих труб полягала в пропусканні суміші метану та кисню в камеру згоряння, де два гази запалювалися в циклічному безперервному вибуху. Довжина самої топки становила рівно чверть довжини хвилі звукових хвиль, створюваних поточними вибухами. Метан і кисень впорскувалися через сопла та безперервно детонували 800-1500 разів на секунду. Займання вибухової суміші газів проводилося приладом через рівні проміжки часу, створюючи постійний гуркіт потрібної частоти. Кожен вибух ініціював наступний, створюючи відбиту ударну хвилю високої інтенсивності. Звук концентрувався за допомогою параболічного рефлектора. Було створено кілька моделей, що використовують вищезазначені принципи, робоча частота яких варіюється від 400 до 1000 імпульсів за секунду. Найкраща побудована модель була здатна виробляти звуковий тиск 1000 мілібар при швидкості 800 імп/с на відстані 60 метрів від генератора. Рівень тиску перевищував той, який може витримати людина, і в цьому діапазоні пів хвилини впливу було б достатньо, щоб стати летальним. На великих дистанціях (приблизно 229 м) ефект мав бути тортурами всередині тіла солдата, оскільки біль виводив його з ладу (але не вбиваючи). Жодних тестувань функціонального стану людей внаслідок дії гармати не проводилося, проте є припущення, що лабораторні тварини були використані для підтвердження основної обґрунтованості концепції. Передбачалось, що цю гармату можна було б перевозити на танку або на бронетранспортері «Sd.kfz», таким чином полегшуючи її транспортування на полі бою. 
У 1944-му робоча конструкторська документація та остаточний Прототип «Звукової гармати» були підготовлені до проведення полігонних випробувань. Разом з прототипом іншого проєкту лабораторії — «Вихрової гармати» (нім. «Wirbelwind Kanone»), яка  викидала у небо струмені повітря і водяної пари ударна хвиля яких теоретично мала б збити бомбардувальник B-17, «Звукову  гармату» доставили на випробувальний полігон нім. «Versuchstelle Hillersleben» біля Гіллерслебену (Саксонія-Ангальт),. Однак Німеччина вже не мала часу на проведення приймально-контрольних випробувань. У січні 1945 р. Планувальне бюро Асоціації оборонних досліджень Дослідницької ради Рейху (нім. Planungsamt der Wehrforschungsgemeinschaft des Reichsforschungsrates) припинило фінансування робіт Валлаушека, «бо нинішня ситуація така, що використання акустичних хвиль як зброї незастосовне». Теоретично така зброя була б дуже вразливою для ворожого вогню, оскільки параболічні рефлектори, якби були пошкоджені, зробили б її повністю недієздатною. Зважаючи на це, серійного виробництва «Звукова гармата» не отримала та участі у бойових діях не брала,,.
У квітні 1945 року американські війська зайняли випробувальний полігон та виявили «Звукову гармату» серед інших зразків експериментальної зброї. У секретному бюлетені англ. «U.S. Intelligence Bulletin» за травень 1946 року йдеться про таке: «На відстані менш чим 60 метрів від установки інтенсивність впливу така, що людина гине…». Утім, американці також дійшли висновку, що «зброя має сумнівне військове значення, оскільки радіус її дії невеликий». 
Після проведених допитів та скасування підписки про невиїзд Ріхард Валлаушек з 1948 року працював у Французькому національному центрі телекомунікаційних досліджень (фр. Centre national d'études des télécommunications), з 1951-го — у Мадраському технологічному інституті, а у 1953-му переїхав до Бразилії, де став професором Технологічного інституту повітроплавання (порт. Eletrônica Instituto Tecnológico de Aeronáutica).

### Осцилятор звукових коливань «Curdler»
Під час війни у В’єтнамі на початку 1970-х років американські військові експериментували зі структурованою програмою психологічної війни під найменуванням англ. «Urban Funk Campaign». Осцилятор звукових коливань англ. «Curdler» («Згущувач») — інша назва англ. «People Repeller» («Відлякувач людей») застосовувався для деморалізації противника і, як правило, дратування ворога уночі. Генератори аудіочастоти були встановлені на гелікоптерах і використовували радіочастоти  В'єтконгу в діапазоні від 500-5000 Гц з амплітудою 120 дБ, що еквівалентно реву реактивного двигуна на близькій відстані. Це була високоефективна зброя для викликання паніки. Кампанія «Urban Funk» також використовувала програму аудіопереслідування англ. «Wandering Soul» («Блудна душа») — інша назва англ. «Voodoo effects» («Ефекти вуду»), у якій записи моторошних звуків, які, як кажуть, представляли  душі померлих, програвали всю ніч, щоб налякати забобонного ворога. Врешті-решт противник зрозумів, що чує запис, який переданий з гелікоптера, але ворожі снайпери не могли притлумити свій страх, що колись їхні душі після смерті стогнати й ридати подібним чином. Також з гучномовців гелікоптерів лунала музика, здебільшого рокова. Саме це безпосередньо надихнуло знамениту сцену фільму Френсіса Форда Копполи "Апокаліпсис сьогодні", у якій флотилія гелікоптерів летить до своєї цілі під мелодію  «Польоту валькірій» Ріхарда Ваґнера.

### Звуковий генератор «Squawk Box»
У 1973 році для придушення ескалації конфлікту в Північній Ірландії та розгону бунтівників Британська армія застосувала генератор англ. «Squawk Box» («Скринька-гучномовець») —  акустичний пристрій спрямованої дії, який міг цілеспрямовано вражати конкретних людей. Встановлений на «Land Rover» або на подібному транспортному засобі, цей пристрій, розміщений у кубі розміром близько 1 м³, міг випромінювати два ультразвукові сигнали зі схожими, але не ідентичними частотами (наприклад, 16 000 і 16 002 Гц). Ізольовано ці сигнали були відносно нешкідливими — частоти були ледь достатньо низькими, щоб їх можна було почути. Складники частоти, їх сума та різниця трансформувались на інфразвук з частотою 2 Гц, який, потрапляючи до вух, викликав запаморочення та нудоту, інколи — непритомність. Звуковий промінь був настільки розрахований, що міг точно влучати в окремі цілі під час заворушень. Пристрій був створений спільною військово-цивільною групою вчених і техніків, які працювали у секретному режимі та з високим ступенем автономності в армійських казармах у Лісберні. Міністерство оборони Великої Британії заперечувало факт наявності та застосування звукового генератора, однак його існування підтвердив журнал «New Scientist» у вересні 1973 року. Точний радіус дії та потужність «Squawk Box» невідомі, так само як і кількість випадків його застосування,.

## Сучасні типи акустичної зброї

### Звукова гармата «LRAD»
Першою успішно використаною акустичною зброєю є звукова гармата «LRAD» (абревіатура від англ. «long range acoustic hailing device»), вироблена у 2000 році  компанією «American Technology Corp»  (у 2010 році компанія перейменована на  «LRAD Corporation», у  2019-му — на «Genasys Inc.»). Пристрій використовується для передавання на далекі відстані звукових повідомлень  про надзвичайні ситуації, про евакуацію тощо, а також для створення потужного звукового тиску, здатного спричинити дискомфорт і дезорієнтацію у людей.
Перші модифікації «LRAD» на відстані одного метра від приладу розвивали звуковий тиск силою в 162 дБ. Для людського вуха такий звук небезпечний (для порівняння: звук пожежної сирени – 80-90 дБ). Частота звукових коливань «LRAD» становила 2100-3100 Гц. Звук приладу діє на нервову систему людини гнітюче і навіть може привести до больового шоку. Радіус ураження установки складав від 100 до 300 метрів, при цьому звук було чути на відстані 9 кілометрів. Чим далі від «LRAD» розташовується людина, тим менший вплив надає на неї звук.

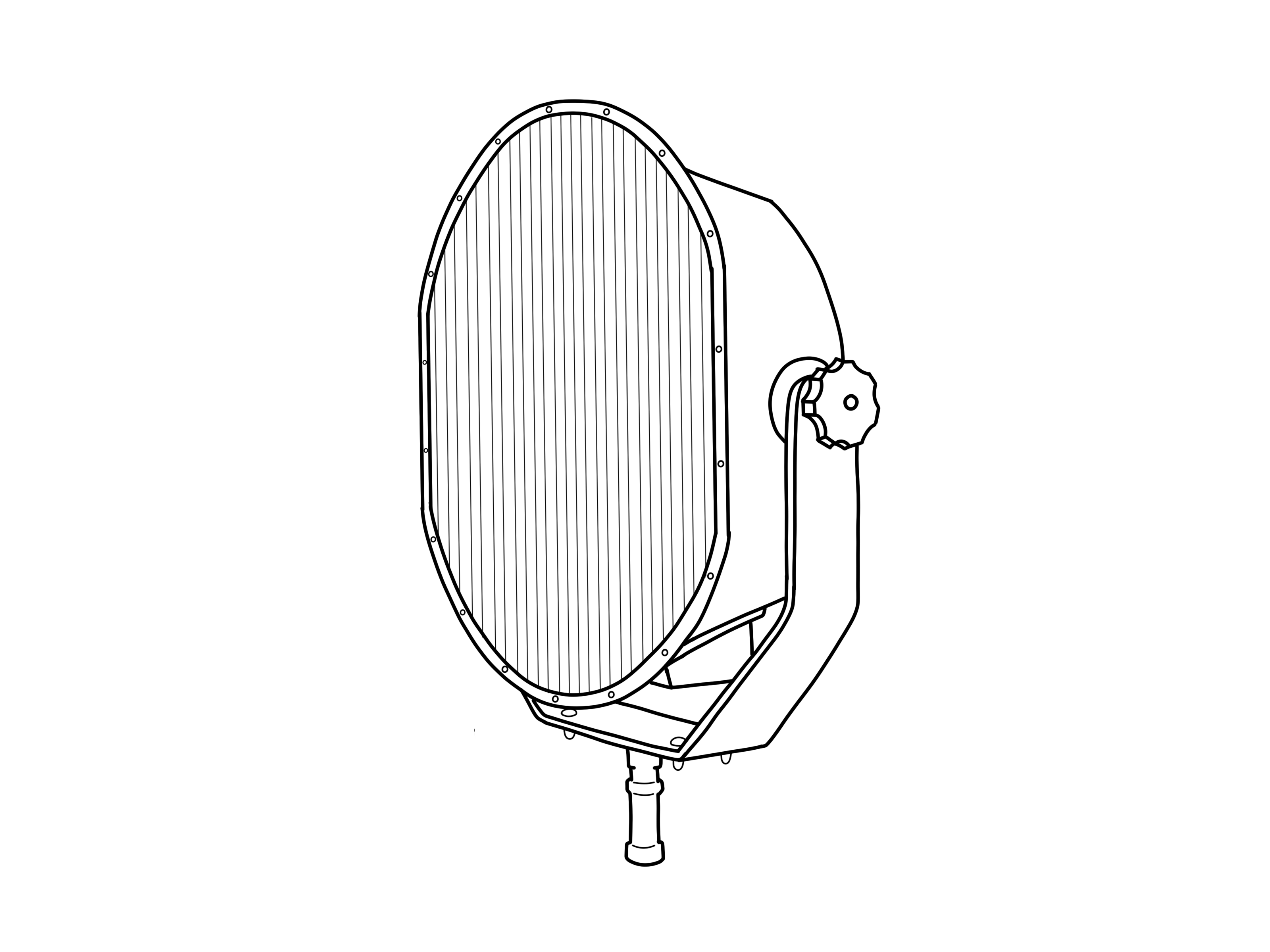
«LRAD-1000xi»

Залежно від модифікації генератори LRAD мають різну потужність і комплектацію. Вони встановлюються на бойових кораблях і машинах, комерційних судах, поліційній техніці. Управління ручне або дистанційне.

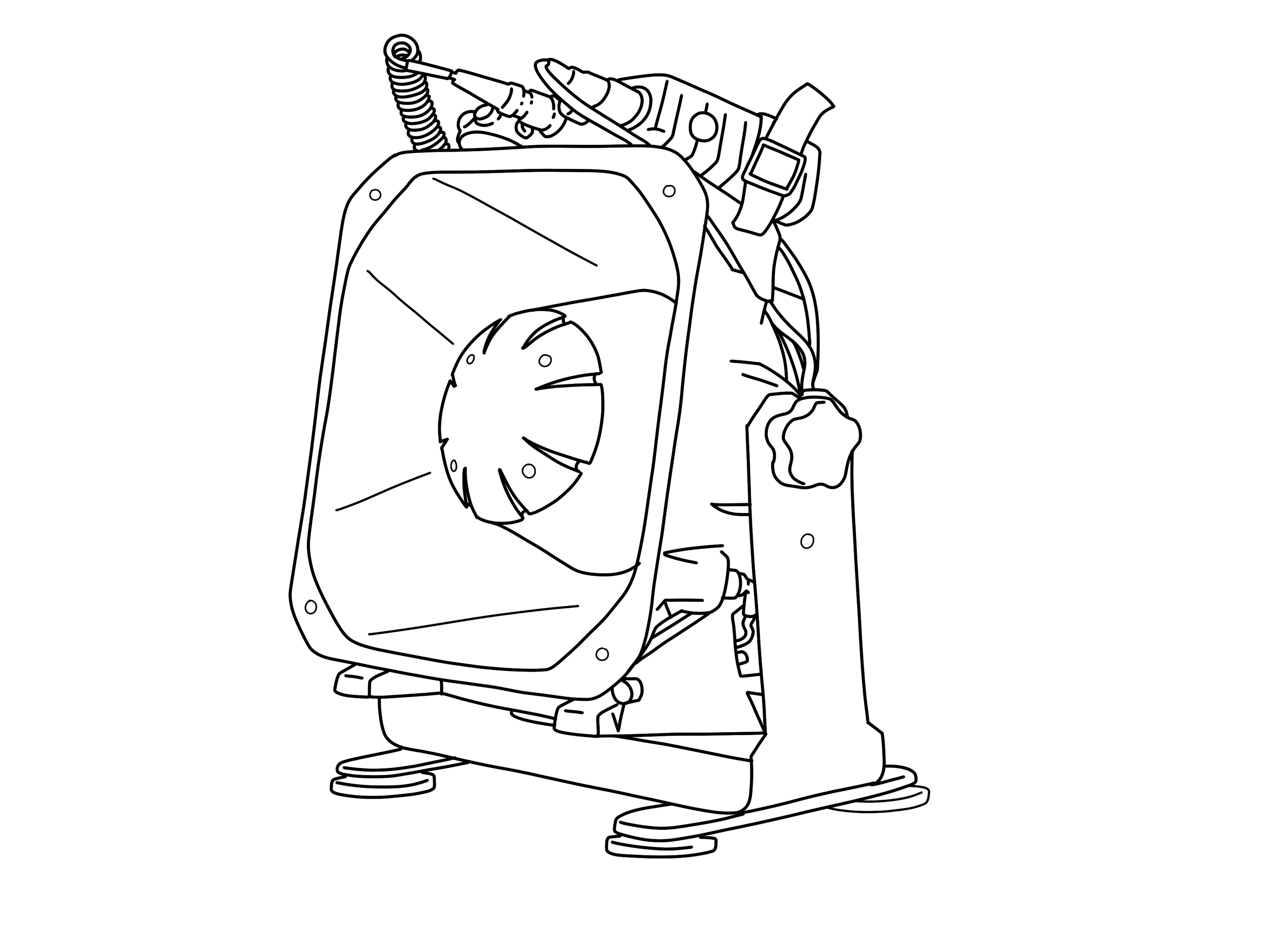
«LRAD-100x»

При створенні корабельної установки LRAD -1000 були використані такі попередні напрацювання фірми «American Technology Corporation»:
– мобільні блоки LRAD з рівнем гучності до 130 дБ для установки на БТРи і джипи;
– ручні блоки LRAD, які за конструкцією нагадували мегафон з потужністю звучання до 120 дБ і могли безпечно застосовуватись навіть в міських умовах завдяки швидкому розсіюванню – через 20-30 метрів відбитий звук вже втрачає велику частину своєї потужності.
Було розроблено також мобільну версію акустичної зброї для поліційних підрозділів США. На відміну від своїх попередників, вага мобільного «LRAD» становила 20 кілограмів, діаметр установки – 83 см. З урахуванням їх малогабаритних характеристик ці засоби могли бути розміщені на будь-якій автотранспортній техніці.

#### Використання LRAD
• Контроль натовпу. LRAD – це акустична зброя, яку використовує поліція і військові для розгону демонстрацій і масових заворушень. 
• Охорона периметра. Застосовується для попередження про вторгнення на територію, що охороняється. 
• Морська безпека. LRAD застосовується для відлякування піратів і попередження про наближення до небезпечних зон. 
• Повітряна безпека. Захист периметра аеропортів та аеродромів від  прильоту та гніздування птахів.
• Попередження про стихійні лиха. LRAD застосовується для оповіщення населення про стихійні лиха, що насуваються. 
• Комунікація на великих відстанях. LRAD ефективний для передачі голосових повідомлень на великі відстані в умовах, коли звичайні засоби зв’язку недоступні.

#### Ефективність LRAD
• Далекобійність – може передавати чіткі голосові команди на відстань до 5 км. 
• Гучний, дратівливий звук (до 160 дБ) – викликає дискомфорт, тимчасову втрату слуху і дезорієнтацію. 
• Не потребує фізичного контакту – впливає на дистанції, знижуючи ризик прямих зіткнень. 
• Вибірковість – може бути спрямована на певну групу, не зачіпаючи оточення. 
Ця зброя не універсальна, оскільки працює краще у відкритих просторах, але мало ефективна в забудованих районах. Проти звукової гармати можна використовувати вушні затички, навушники або укриття за стінами.
Вплив LRAD на людину залежить від рівня гучності та тривалості впливу. На низьких рівнях гучності ця зброя може викликати дискомфорт і головний біль. На високих рівнях може спричинити пошкодження слуху, нудоту, блювоту та непритомність.

#### Принцип роботи LRAD
Пристрій LRAD складається з масиву динаміків, які генерують спрямований звуковий промінь. Цей промінь може бути сфокусований на певній цілі, що дає змогу передавати звукові повідомлення на великі відстані з високою чіткістю.
LRAD може генерувати звукові сигнали різної частоти та інтенсивності. На низьких рівнях гучності LRAD використовується для передачі голосових повідомлень. На високих рівнях гучності LRAD може створювати потужний звуковий тиск, здатний викликати дискомфорт і дезорієнтацію у людей.

#### Основні тактико-технічні характеристики акустичного генератора LRAD-1000
• Маса, кг: 38,5;
• Діаметр антени, см: 92;
• Ефективна дальність дії, м: 500 (режим нелетальної дії);
Максимальна дальність передачі мовних повідомлень, м: до 3000 (режим гучномовця);
• Споживана потужність, Вт: 240 (480 Вт при піковому навантаженні);
• Сектор поширення звукової хвилі: до 30 °;
• Потужність, дБ: може досягати до 162 (LRAD 2000Х);
• Чутність, км: 9;
• Зона критичних уражень органів, м: до 15.

### Акустичний генератор «HyperSpike»

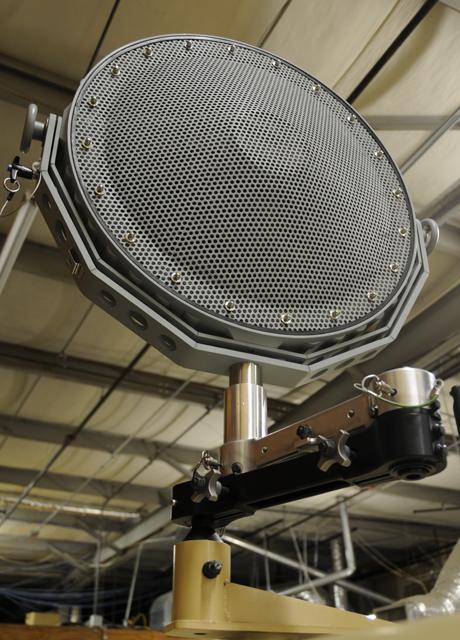
«HyperSpike HS-24»

На сьогодні чемпіоном за потужністю серед марок звукової зброї є акустичний генератор «HyperSpike», який був розроблений у 2008 році компанією «Wattre Inc.» і зараз виробляється компанією «Ultra Electronics – Undersea Sensor Systems Inc.» («USSI»). В радіусі метра від пристрою звуковий тиск дорівнює 182 дБ, на дистанції в 128 метрів – 140,2 дБ. Якщо враховувати, що децибели – величина логарифмічна, виходить, що виражене в паскалях значення середньоквадратичної амплітуди коливань «Hyperspike» приблизно в 30 разів більше, ніж у «LRAD». Нині прилад використовується на кораблях берегової охорони США, в охороні військових та цивільних об'єктів, аеропортів тощо,.

### Ультразвуковий генератор «Mosquito»
«Mosquito» («Комар») — ультразвуковий генератор з високочастотним тоном у діапазоні 16-18,5 кілогерців з пульсацією чотири рази на секунду з максимальною гучністю до 104 дБ на відстані одного метра. Призначений для превентивного розосередження небажаних груп. Ефективний радіус дії становить від 15 до 20 метрів, при налаштуванні звуку 17,4 кГц може сягати відстані до 30 метрів. При встановленні на чотири метри над зоною, для якої він призначений, випромінює максимальну гучність 97 дБ. Остання версія пристрою, випущена наприкінці 2008 року, має два налаштування частоти: приблизно 17,4 кГц, яку може чути лише молодь, і 8 кГц, яку може чути більшість людей. Винайдений британським консультантом з охоронної сигналізації Говардом Стейплтоном (англ. Howard Stapleton) та впроваджений у виробництво канадською компанією англ. «Moving Sound Technologies» пристрій позиціюється як безпечний та ефективний засіб, що не викликає жодних шкідливих або довгострокових побічних ефектів,,. Генератор випромінює пронизливі й болючі звуки, що чутні молодими людьми у віці від 13 до 25 років і викликають дискомфорт і нудоту (як максимум, за 20 хвилин), але не впливають на людей старшого віку через поступову втрату ними слуху унаслідок вікових змін. Однак є свідчення того, що на людей за межами цього вікового діапазону, як і на малолітніх дітей пристрій також може впливати негативно. 
Уперше пристрій був встановлений у 2005 році на вході до супермаркету «SPAR» у місті Беррі, де підлітки сиділи на бильцях біля дверей, палили, пили, вигукували грубі слова на адресу покупців і регулярно влаштовували деструктивні набіги всередину. У 2006 році «Mosquito» був успішно апробований для відлякування чисельних груп неадекватної молоді, яка збиралась на Театральній площі біля театру англ. «Wyvern» («Віверн») у Свіндоні. З 2008 року генератор став застосовуватись британською поліцією для розгону некерованих натовпів юних порушників спокою. 
У 2008 році Комітет ООН з прав дитини закликав Велику Британію «переглянути застосування пристроїв «Mosquito», оскільки вони можуть порушувати права дітей». Відтоді кілька графств та в Англії та Вельсі наслідували цей приклад і заборонили використання пристрою в певних громадських місцях. У 2010 році розслідування, проведене Радою Європи, ствердило, що пристрій є «принизливим і дискримінаційним» для молодих людей і має бути заборонений, оскільки він «порушує законодавство, що забороняє тортури». 
Попри неоднозначні оцінки з боку експертів та громадськості пристрій набув популярності у приватних охоронних структурах, торгівельних закладах та у цивільних осіб для захисту свого приватного простору, зокрема у США. Станом на 2009 рік американська компанія англ. «Compound Security Systems» («CSS»), продала понад 6 000 пристроїв по всьому світу. У 2010 році у Вашингтоні «Mosquito» був встановлений на станції метро англ. «Gallery Place». Національна асоціація прав молоді (англ. National Youth Rights Association) подала скаргу до Управління з прав людини округу Колумбія (англ. D.C. Office of Human Rights), звинувативши владу у дискримінації за віком, що призвело до демонтажу пристрою. Всупереч широкому обуренню мешканців у 2014-2019 роках для запобігання нічним інцидентам у місцях, де вони траплялися раніше, пристрої «Mosquito» були встановлені в 31 парку, зонах відпочинку та дитячих майданчиках Філадельфії для застосування у часовому відтинку з 22:00 до 6:00,,,. У липні 2024 року у місті Бельвю пристрої «Mosquito» були встановлені після того, як  паркові вбиральні були розгромлені вандалами й це завдало збитків місту на суму 17 000 доларів.

## Перспективні технології

### Фононнийлазер «Сазер»
Акустичний еквівалент оптичного лазера, пристрій, який  створює інтенсивний сфокусований промінь когерентних звукових хвиль в терагерцовому діапазоні частот (нанометрові довжини хвиль). Дослідження розпочалися у 2006 році в Університеті Ноттінгема у співпраці з Інститутом фізики напівпровідників імені Лашкарьова. Прототип створений у 2009 році.
Потенційне військове застосування сазерів може бути широким та різноманітним:
- як акустична зброя з більшою точністю та контролем, щоб дезорієнтувати, вивести з ладу або завдати фізичної шкоди живій силі та техніці супротивника;
- акустичні глушіння та порушення роботи акустичних датчиків, у тому числі  в дронах;
- гідроакустика та високоточна гідролокаційна візуалізація;
- виявлення структурних вібрацій об'єктів та атаки на резонансній частоті[49].

## Застосування акустичної зброї

### У світі
У 2005 році сомалійські пірати здійснили спробу захоплення круїзного лайнера «Seabourn Spirit» зі 151 пасажиром на борту. Вони почали обстрілювати судно з автоматів і гранатометів, але при спробі абордажу судна стали буквально сповзати по бортах і незабаром відступили. Екіпаж лайнера «обстріляв» піратів з встановленої на борту установки «LRAD». Оборона корабля досі є найвідомішим прикладом використання акустичної зброї.
Під час війни в Іраку американська армія використовувала «LRAD» з MP3-плеєрами, на яких записані попередження арабською мовою, зокрема, «Стій, або я тебе вб'ю», для надання інструкцій тим, хто наближається до контрольно-пропускного пункту, щоб визначити, чи не намагається ця людина здійснити напад.
Уперше застосування «LRAD» у поліційних контрзаходах актам громадянської непокори зафіксоване  у Нью-Йорку в серпні 2004 року під час проведення з'їзду Республіканської партії. У вересні 2009 року в Пітсбургу, під час саміту Великої двадцятки, щоб розігнати учасників недозволеної демонстрації, поліція прикріпила гучномовець LRAD до свого автомобіля та направила на демонстрантів. У тому ж році японські китобійні судна використали акустичну гармату в Антарктичному океані проти захисників тварин, які їхали у надувних човнах поряд з китоловами. 
З 2011 року для розгону несанкціонованого скупчення натовпу поліція почала застосовувати ручну модифікацію «LRAD-100X» з 5-ти секундним інтервалом викидання звукового променя, зокрема під час спроби демонстрантів захопити Волл-стріт у Нью-Йорку (листопад, 2011 р.), протестного мітингу Детройті проти перекриття постачання води через заборгованість за неї (липень 2011 р.), заворушень у Ферґюсоні (листопад-грудень 2014 р., серпень 2015 р.), проти протестувальників в індіанській резервації Standing Rock у Північній Дакоті які виступали проти будівництва трубопроводу Dakota Access (вересень 2016 р.), під час Жіночого маршу протесту у Вашингтоні проти інавгурації Дональда Трампа (21 січня 2017 р.) тощо,,.
У 2020 році компанія-виробник «LRAD» «Genasys Inc.» повідомила, що правоохоронні органи та поліційні департаменти у понад 100 країнах, у тому числі 500 міст США, використовували ці пристрої. Під впливом численних позовів громадян, які втратили здоров'я внаслідок застосування поліцією акустичної зброї,, та в результаті угоди про врегулювання у квітні 2021 року, поліція Нью-Йорка стала одним з перших великих поліційних департаментів США, які заборонили використання «LRAD» при протестних заходах  як засобу акустичного впливу на здоров'я громадян.

### В Україні
Для посилення охорони та захисту українсько-білоруської ділянки державного кордону у листопаді 2021 року силами Національної гвардії як засіб заборони доступу були апробовані встановлені на бронетехніці акустичні генератори «LRAD-1000Xi»,.